# Melanie Fiona
Melanie Fiona (født 7. april 1983) er en canadisk sangerinde.
Melanie Fiona har haft sin opvækst i Toronto, Canada og er datter er immigranter fra det sydamerikanske land Guyana. Hun er vokset op med en mor, som hørte The Ronettes og Whitney Houston, og en far der er musiker.
Melanie Fiona har tidligere optrådt med navne som Akon, Robin Thicke, Lupe Fiasco og Keyshia Cole og har i flere år skrevet sine egne sange.
På debutalbummet har hun dog fået hjælp af den garvede sangskriver Andrea Martin (En Vogue, Angie Stone, Leona Lewis), det engelske producer-team Future Cut og Vada Nobles (kendt for sit arbejde på Lauryn Hill’s soloalbum The Miseducation Of Lauryn Hill).
Desuden har et hav af etablerede navne hjulpet med albummet tilblivelse, bl.a. The Stereotypes, Peter Wade og Salaam Remi.
Debutalbummet The Bridge udkom i sommeren 2009.
Lyden på debutalbummet signalerer på én gang Melanie Fiona’s caribiske baggrund smeltet sammen med indflydelser fra opvæksten i Toronto og blander pop og soul til en sound, der har reminiscenser fra kunstnere som Duffy og Jazmine Sullivan.
Debutalbummets titel, The Bridge, refererer til de barrierer, der på pladen musikalsk krydses mellem etniciteter, genrer, aldersgrupper og køn. Melanie Fiona flirter med traditionerne fra den klassiske soul og navne som Sam Cooke, Nat King Cole og Gladys Knight, og samtidig har sangene på debutalbummet et meget moderne twist. Hun nævner selv bl.a. Bob Marley, Sade og Patsy Cline som musikalske inspirationskilder.